# Ali Kaya

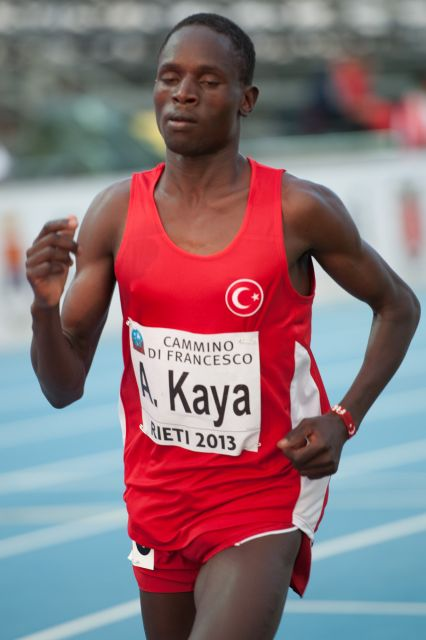
Ali Kaya bei den Junioreneuropameisterschaften 2013

Ali Kaya (Geburtsname Stanley Kiprotich Mukche; * 20. April 1994) ist ein türkischer Langstreckenläufer kenianischer Herkunft.
2013 siegte er bei den Junioreneuropameisterschaften in Rieti über 5000 und 10.000 Meter. Bei den Crosslauf-Europameisterschaften in Belgrad gewann er das Juniorenrennen.
Im Jahr darauf schied er bei den Hallenweltmeisterschaften 2014 in Sopot über 3000 Meter im Vorlauf aus. Bei den Europameisterschaften in Zürich gewann er Bronze über 10.000 Meter und wurde Neunter über 5000 Meter, und beim Continentalcup in Marrakesch wurde er Fünfter über 5000 Meter. Zum Saisonabschluss holte er sich bei den Crosslauf-Europameisterschaften in Samokow Silber in der Einzel- und Gold in der Teamwertung.
2015 wurde er Vierter beim Adana-Halbmarathon und triumphierte bei den Halleneuropameisterschaften in Prag über 3000 Meter. Bei den U23-Europameisterschaften in Tallinn gelang ihm ein Doppelsieg über 5000 und 10.000 Meter, und bei den Weltmeisterschaften in Peking kam er über 5000 Meter auf den neunten und über 10.000 Meter auf den siebten Platz. Bei den Crosslauf-Europameisterschaften 2015 gewann er die Goldmedaille. Bei den Europameisterschaften 2016 in Amsterdam gewann er über 10.000 Meter die Silbermedaille. Er startete bei den Olympischen Spielen 2016 in Rio de Janeiro über 5000 und 10.000 Meter, konnte sich aber auf keiner der Distanzen für das Finale qualifizieren.
Bei den Halleneuropameisterschaften 2017 in Belgrad belegte er über 3000 Meter den neunten Platz.

## Persönliche Bestzeiten
- 3000 m: 7:38,65 min, 17. Juli 2015, Monaco (türkischer Rekord)
  - Halle: 7:38,42 min, 7. März 2015, Prag (türkischer Rekord)
- 5000 m: 13:00,31 min, 4. Juni 2015, Rom (türkischer Rekord)
- 10.000 m: 27:24,09 min, 2. Mai 2015, Mersin (türkischer Rekord)
- Halbmarathon: 1:00:16, 24. April 2016, Istanbul (türkischer Rekord)